# Nadine Coyle
Nadine Elizabeth Louise Coyle (ur. 15 czerwca 1985 w Londonderry, Irlandia Północna) – irlandzka piosenkarka, członkini zespołu Girls Aloud.
W 2002 roku wraz z koleżankami Kimberley Walsh, Sarah Harding, Nicola Roberts oraz Cheryl Cole wzięła udział w programie Popstars: The Rivals, który emitowany był w 2002 roku w Wielkiej Brytanii. Po długich zmaganiach dziewczyny ostatecznie wygrały program.
W 2003 roku dziewczyny wydały album Sound of the underground, który sprzedał się w 300 tys. egzemplarzy i zyskał miano platynowej płyty.
Wygrała dwie serie programu Pop Idol. Producenci zdyskwalifikowali ją z pierwszego programu (w Irlandii) z powodu wieku poniżej dopuszczalnego minimum.
Tak jak i reszta zespołu lubi zmieniać kolor włosów, od brunetki poprzez ciemny blond z pasemkami i bez, aż po jasny blond.
Była w związku z amerykańskim aktorem Jesse Metcalfe.

## Dyskografia

### Albumy
| Rok  | Tytuł                                                                                               | Najwyższa pozycja | Najwyższa pozycja | Najwyższa pozycja |
| Rok  | Tytuł                                                                                               | IRE               | UK                |                   |
| ---- | --------------------------------------------------------------------------------------------------- | ----------------- | ----------------- | ----------------- |
| 2010 | Insatiable - Wydany: 8 listopada 2010 - Wytwórnia: Black Pen Records - Format: CD, Digital download | 20                | 47                |                   |

### Single
| Rok  | Singel              | Najwyższa pozycja | Najwyższa pozycja | Najwyższa pozycja | Album      |
| Rok  | Singel              | IRE               | UK                | EUR               | Album      |
| ---- | ------------------- | ----------------- | ----------------- | ----------------- | ---------- |
| 2010 | "Insatiable"        | 20                | 26                | 74                | Insatiable |
| 2011 | "Put Your Hands Up" | –                 | –                 | –                 | Insatiable |
| 2017 | Go to Work          | -                 | -                 | -                 | TBA        |